# 피지 주재 외국공관 목록

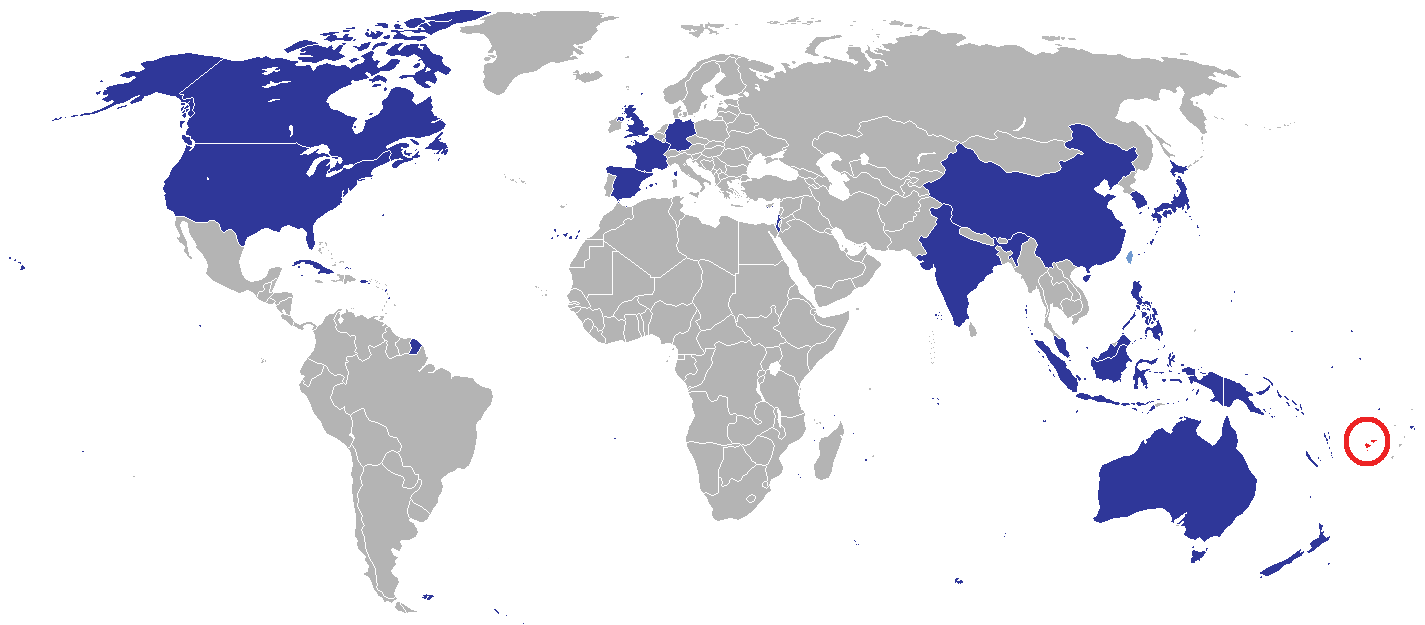
피지 주재 외국공관 목록.

피지 주재 외국공관 목록은 피지에 상주하고 있는 외국 공관을 나열하는 목록이다. 현재 수바에 상주하고 있는 대사관 및 고등판무관의 수는 19개이다.

## 대사관/고등판무관 사무소
단, #표시는 고등판무관 사무소이다.
수바
| - 오스트레일리아 # - 중국 - 프랑스 - 인도 # - 인도네시아 - 일본 - 키리바시 # - 대한민국 - 말레이시아 # - 마셜 제도 | - 미크로네시아 연방 - 나우루 # - 뉴질랜드 # - 파푸아뉴기니 # - 솔로몬 제도 # - 남아프리카 공화국 # - 투발루 # - 영국 # - 미국 |

## 대표부
- 중화민국 (무역 대표부)
- 유럽 연합 (일반 대표부)

## 비상주공관
다음 국가들은 피지와 외교 관계는 이미 수립하였으나 피지에 대사관을 설치하지 않은 국가들이다. 다만, 지역을 명시하지 않은 것은 캔버라를 의미한다.
| - 아르헨티나 - 아르메니아 (베이징시) - 오스트리아 - 보츠와나 - 브라질 - 캐나다 (웰링턴) - 칠레 (웰링턴) - 쿡 제도 (웰링턴) - 콜롬비아 - 쿠바 (웰링턴) - 키프로스 - 체코 - 덴마크 (자카르타) - 핀란드 - 조지아 - 독일 (웰링턴) - 바티칸 시국 (웰링턴) - 아일랜드 - 이스라엘 | - 이탈리아 - 레소토 (도쿄도) - 말라위 (도쿄 도) - 멕시코 - 네덜란드 (웰링턴) - 노르웨이 - 필리핀 (웰링턴) - 폴란드 - 포르투갈 - 러시아 - 세르비아 - 싱가포르 (웰링턴) - 스페인 (웰링턴) - 스웨덴 (스톡홀름) - 스위스 (웰링턴) - 태국 - 튀르키예 (웰링턴) - 베네수엘라 - 베트남 (웰링턴) |

## 같이 보기
- 피지의 대외 관계
- 피지의 재외공관 목록